# Zaadcel

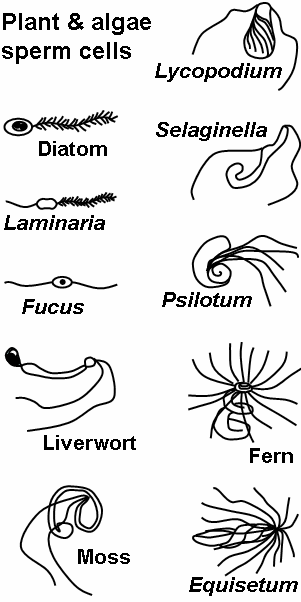
Spermatozoïden bij algen en planten.

Een zaadcel, antherozoïde, spermatozoïde of spermatozoön (meervoud: spermatozoa) is de mannelijke (haploïde) geslachtscel. 

## Planten
Afhankelijk van de levenscyclus van het soort worden de zaadcellen door haploïde organismen gevormd door mitose zoals bij mossen, varens en vele algen in antheridia, of bij diploïde organismen door meiose (reductiedeling) zoals bij dieren in de testes. Dierlijke zaadcellen werden in 1677 door Antoni van Leeuwenhoek ontdekt.
Een zaadcel kan een eicel bevruchten om een zygote te vormen, die dan, afhankelijk van de levenscyclus, tot een nieuw organisme kan uitgroeien of zich meiotisch delen.

## Dieren
Bij mannelijke dieren worden zaadcellen in grote hoeveelheden gemaakt in de teelballen en in het sperma bij de ejaculatie met miljoenen tegelijk uit het lichaam getransporteerd.

### Menselijke zaadcel
Menselijke zaadcellen hebben een kop van 0,005 bij 0,003 mm en een zweepstaartje van 0,05 mm lang. De staart wordt door de zaadcel gebruikt om zich voort te bewegen. De zaadcel bevat slechts een zeer kleine hoeveelheid cytoplasma, hij heeft de specifieke functie van het transport van het DNA. Onder normale omstandigheden bevat een zaadcel de informatie die ook het geslacht van een kind bepaalt.
Net voor de staart liggen erg veel mitochondriën die voor de energievoorziening dienen. In de kop van de zaadcel zit het acrosoom, dat een enzym bevat waarmee de eiwitlaag van de eicel afgebroken kan worden. Zo kan de zaadcel de eicel binnendringen.
Een zaadcel kan in het lichaam van de vrouw gemiddeld twee dagen overleven. Onder gunstige omstandigheden kunnen zaadcellen tot zes tot tien dagen na geslachtsgemeenschap in het lichaam van een vrouw overleven en soms nog langer. Hierdoor kan bij een eisprong tot zeven dagen (of meer) na geslachtsgemeenschap in sommige gevallen tot een bevruchting leiden.
Om vast te stellen of een man onvruchtbaar is kan een semenanalyse gedaan.

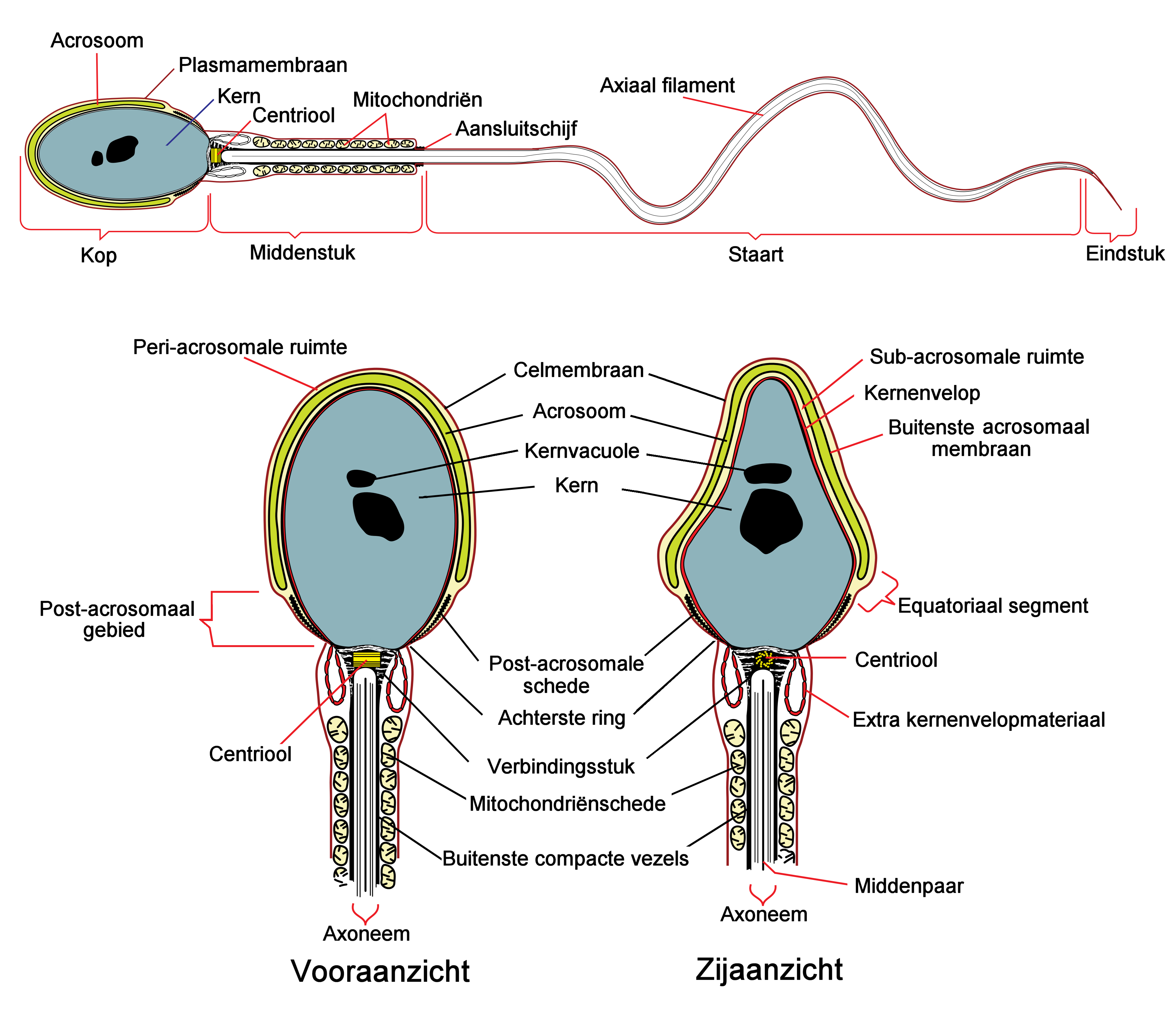
Zaadcel